# القصاع
القصاع (به عربی: القصاع) یک منطقهٔ مسکونی در سوریه است که در دمشق واقع شده‌است. القصاع ۲۱٬۷۳۱ نفر جمعیت دارد.